# ペットラネッロ・デル・モリーゼ
ペットラネッロ・デル・モリーゼ（イタリア語: Pettoranello del Molise）は、イタリア共和国モリーゼ州イゼルニア県にある、人口約400人の基礎自治体（コムーネ）。

## 地理

### 位置・広がり

#### 隣接コムーネ
隣接するコムーネは以下の通り。
- カルピノーネ
- カステルペトローゾ
- カステルピッツート
- イゼルニア
- ロンガーノ